# Nógrádmegyer
Nógrádmegyer è un comune dell'Ungheria di 1.726 abitanti (dati 2001). È situato nella contea di Nógrád.